# Odontoscapus kriechbaumeri
Odontoscapus kriechbaumeri är en stekelart som beskrevs av Kohl 1906. Odontoscapus kriechbaumeri ingår i släktet Odontoscapus och familjen bracksteklar. Inga underarter finns listade i Catalogue of Life.